# Amata phepsalotis
Amata phepsalotis är en fjärilsart som beskrevs av Edward Meyrick 1886. Amata phepsalotis ingår i släktet Amata och familjen björnspinnare. Inga underarter finns listade i Catalogue of Life.